# Fanny Van de Grift Stevenson
Frances "Fanny" Matilda Van de Grift Stevenson, född 10 mars 1840, i Indianapolis, Indiana, USA, död 8 februari 1914 i Montecito, Santa Barbara, var en amerikansk författare och konstnär, gift med författaren Robert Louis Stevenson. 

## Biografi
Fannys föräldrar var av svensk och holländsk härkomst och hon var äldst av sex syskon. Hon gifte sig redan vid 17 års ålder med Samuel Osbourne och tillsammans fick de dottern Isobel (Belle) och sönerna Lloyd och Hervey.
1875 kände Fanny att äktenskapet med Samuel var olyckligt och hon tog med sig barnen till Europa där hon ville studera konst tillsammans med dottern Belle. Först kom de till Antwerpen där de ganska snart insåg att kvinnor inte var välkomna på konstskolan vilket gjorde att de fortsatte till Paris. 
Kort efter deras ankomst till Paris drabbades yngsta sonen Hervey av tuberkulos och dog i april 1876.
Fanny reste då vidare till byn Grez-sur-Loing på den franska landsbygden. I byn fanns ett konstnärskollektiv och där träffade hon konstnären Robert Alan Mowbray Stevenson vars kusin Robert Louis Stevenson senare den sommaren kom på besök. Kärlek uppstod mellan Robert Louis Stevenson och Fanny men efterhand som kärleken mellan de två växte uppstod en inre konflikt för den gifta Fanny. 1878 beslutade hon sig för att återvända till Kalifornien. Snart insåg hon att hennes äktenskap inte gick att rädda och när Stevenson året därpå kom över till Kalifornien ansökte hon om skilsmässa. 
Fanny och Louis gifte sig 1880 i San Francisco och förblev gifta fram till att Louis dog 1894.

## Författarskap
Fanny var verksam som författare ända fram till sin död och hennes avslutande verk, Our Samoan Adventure, publicerades postumt 1955. Ibland skrev hon under eget namn men hon kunde även figurera under namnet Mrs. Robert Louis Stevenson. Under sitt liv tillsammans med Stevenson fungerade Fanny som ett stöd och en inspirationskälla till honom och hon bidrog även i viss grad till Stevensons arbete som författare.